# Noteckie

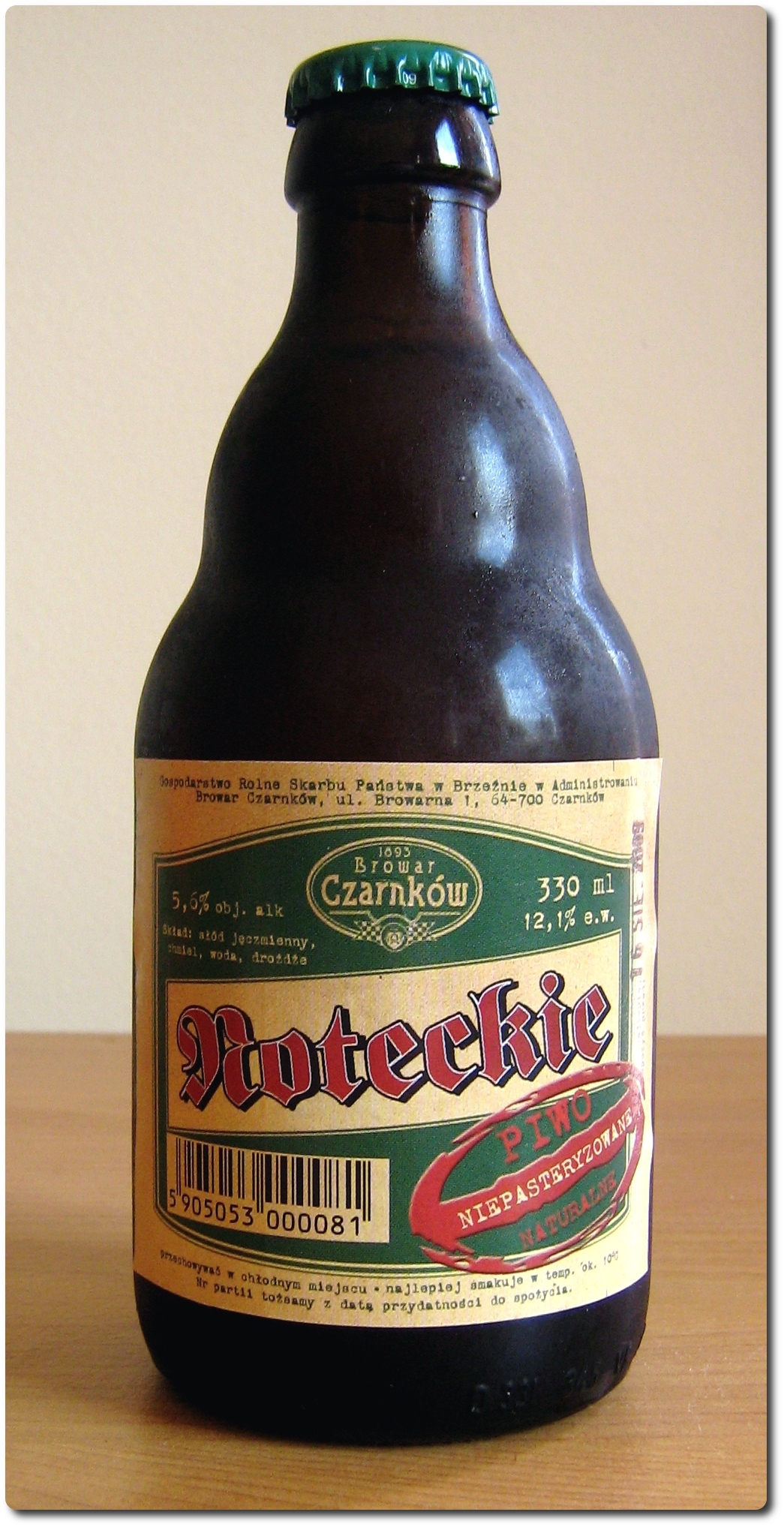
Noteckie w butelce typu Steine

Noteckie – marka piwa dolnej fermentacji warzonego przez Browar Czarnków. Piwo warzone jest w trzech odmianach:
- Noteckie Jasne Pełne – jasny lager o zawartości ekstraktu 12,1% i 5,6% alkoholu
- Noteckie Niepasteryzowane – jasny lager o zawartości ekstraktu 12,1% i 5,6% alkoholu
- Eire Noteckie – ciemny lager o zawartości ekstraktu 14,1% i 5,6% alkoholu

Piwo poddawane jest klasycznej fermentacji w otwartych kadziach. W przeszłości do serii piw Noteckich należały również: Noteckie Mocne, Pils Noteckie, Noteckie Ciemne.
Piwo Noteckie wpisane zostało 20.03.2006 r. na listę produktów tradycyjnych Ministerstwa Rolnictwa i Rozwoju Wsi.

## Nagrody i wyróżnienia
- 2009: Tytuł Piwo Roku dla piwa Noteckie Jasne Pełne w plebiscycie portalu Browar.biz
- 2009: Pierwsze miejsce w kategorii Piwa Jasne do 13 °Blg w plebiscycie Browar.biz dla piwa Noteckie Jasne Pełne
- 2009: Drugie miejsce w kategorii Piwa ciemne dolnej fermentacji – powyżej 13 °Blg w plebiscycie Browar.biz dla piwa Eire Noteckie
- 2008: Drugie miejsce w kategorii Piwa Jasne do 13 °Blg w plebiscycie Browar.biz dla piwa Noteckie Jasne Pełne
- 2008: Drugie miejsce w kategorii Piwa ciemne dolnej fermentacji – powyżej 13 °Blg w plebiscycie Browar.biz dla piwa Eire Noteckie
- 2007: Nagroda Rotary Club Szamotuły za piwo Noteckie oraz Eire w konkursie Nasze Regionalne Dziedzictwo Kulinarne[3]
- 2006: Trzecie miejsce w kategorii Piwa Jasne do 13 °Blg w plebiscycie Browar.biz dla piwa Noteckie Jasne Pełne
- 2005: Drugie miejsce w kategorii Piwa Jasne do 13 °Blg w plebiscycie Browar.biz dla piwa Noteckie Jasne Pełne
- 2004: Pierwsze miejsce w kategorii Piwa Jasne do 13 °Blg w plebiscycie Browar.biz dla piwa Noteckie Jasne Pełne
- 2003: Drugie miejsce w kategorii Piwa Jasne do 13 °Blg w plebiscycie Browar.biz dla piwa Noteckie Jasne Pełne